# Kyaiklat
Kyaiklat är en stad i Myanmar. Den ligger i regionen Ayeyarwady, i den södra delen av landet, 400 km söder om huvudstaden Naypyidaw. Kyaiklat ligger 10 meter över havet och folkmängden uppgår till cirka 25 000 invånare.

## Geografi
Terrängen runt Kyaiklat är mycket platt. Runt Kyaiklat är det tätbefolkat, med 266 invånare per kvadratkilometer. Närmaste större samhälle är Pyapon, 18,3 km söder om Kyaiklat. Trakten runt Kyaiklat består till största delen av jordbruksmark.

## Klimat
Tropiskt monsunklimat råder i trakten. Årsmedeltemperaturen i trakten är 25 °C. Den varmaste månaden är april, då medeltemperaturen är 29 °C, och den kallaste är januari, med 23 °C. Genomsnittlig årsnederbörd är 3 414 millimeter. Den regnigaste månaden är augusti, med i genomsnitt 892 mm nederbörd, och den torraste är mars, med 1 mm nederbörd.